# Dytiscus mutinensis
Dytiscus mutinensis är en skalbaggsart som beskrevs av Branden 1885. Dytiscus mutinensis ingår i släktet Dytiscus och familjen dykare. Inga underarter finns listade i Catalogue of Life.